# Hypercodia wheeleri
Hypercodia wheeleri là một loài bướm đêm trong họ Noctuidae.